# Tempel van Esjmoen
De tempel van Esjmoen (Arabisch: معبد اشمون) is een archeologische site in het zuidwesten van Libanon, gelegen een vijftigtal km ten zuiden van Beiroet en drie km ten noordoosten van Sidon (Saïda) op de linker oever van de rivier Nahr el Awali. De site is lokaal bekend als Bustan esh-Sheikh.
De eertijds monumentale tempel was bestemd voor de cultus van Esjmoen (Eshmun), de Fenicische god van de geneeskunde, die in Saïda vereerd werd. Esjmoen werd vooral aanroepen als genezer van zieke kinderen. Daarvan getuigen de talrijke kinderbeelden, uitgevoerd in marmer op meer dan normale grootte, die in de site werden teruggevonden en waarvan aangenomen wordt dat het ex votobeelden zijn. Een aantal van deze beelden worden thans bewaard in het Nationaal Museum van Beiroet.
Het tempelcomplex is de best bewaarde Fenicische site van Libanon en de enige waarvan meer dan de grondvesten zijn overgebleven.
De bouw van de tempel begon op het einde van de zevende eeuw vóór onze tijdrekening. Gedurende verschillende eeuwen werden verbouwingen uitgevoerd en werden gebouwen toegevoegd tot lang na de Fenicische periode. Zo werd ooit een Romeinse colonnade en een nymphaeum opgetrokken. Romeinse mozaïeken werden teruggevonden evenals de vestingen van een Byzantijnse kerk. De aanwezigheid van al deze gebouwen samen met de rijkdom aan beeldhouwwerken en mozaïeken, die werden teruggevonden, getuigen van het belang van deze plaats. Gedurende vele eeuwen. Men neemt aan dat de site in gebruik was tot de zesde of zevende eeuw van onze tijdrekening.

## Externe link

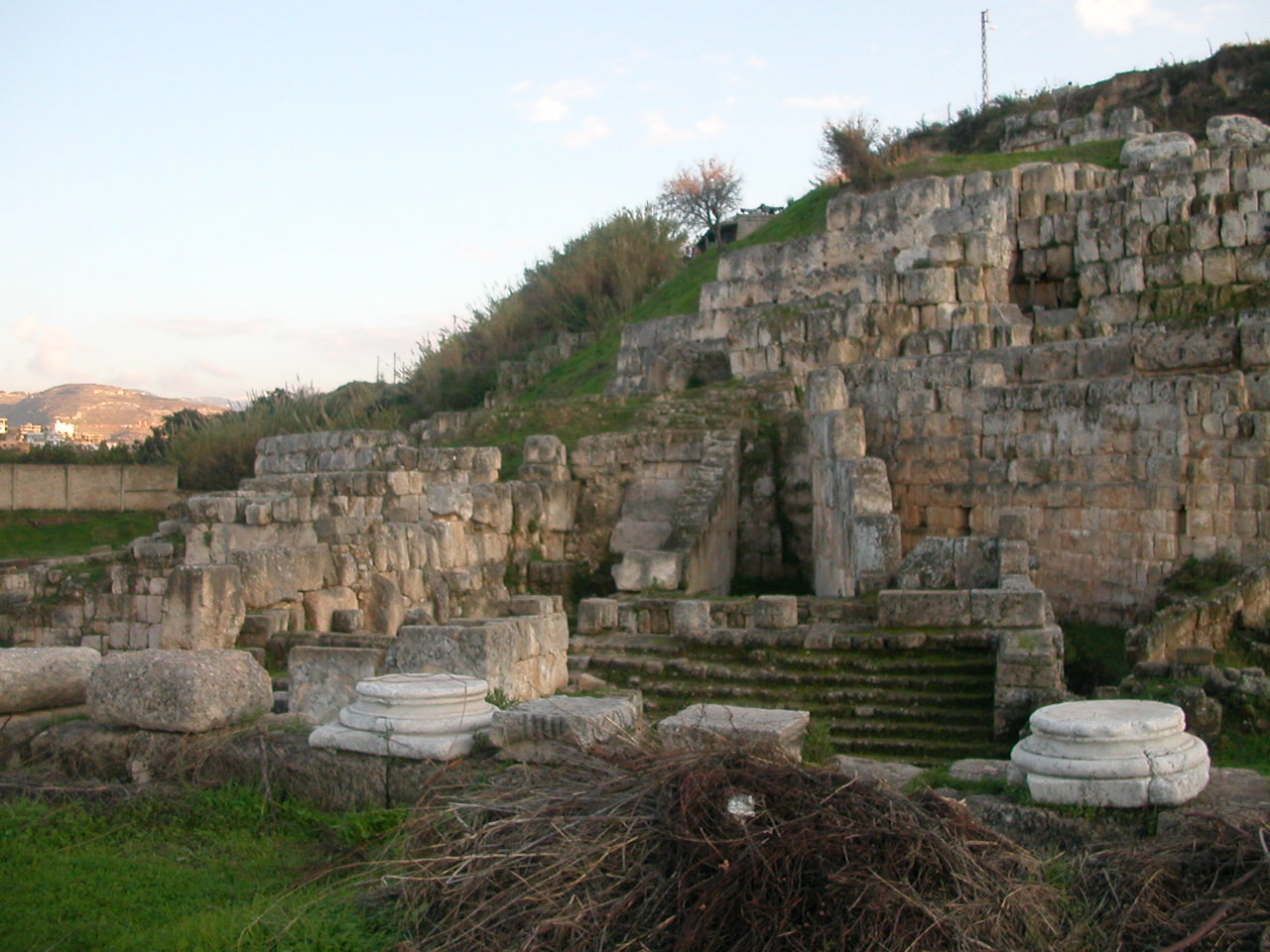
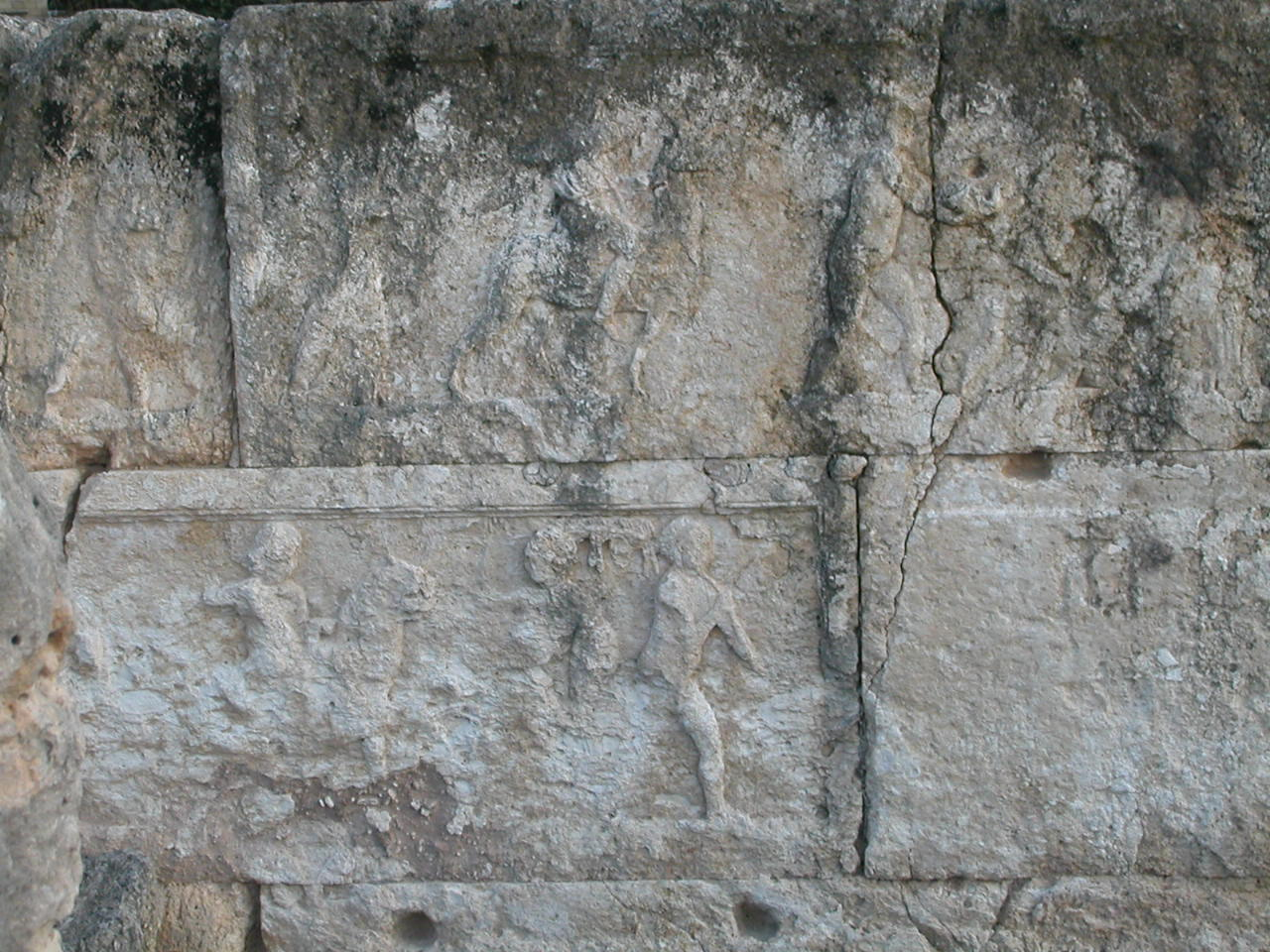
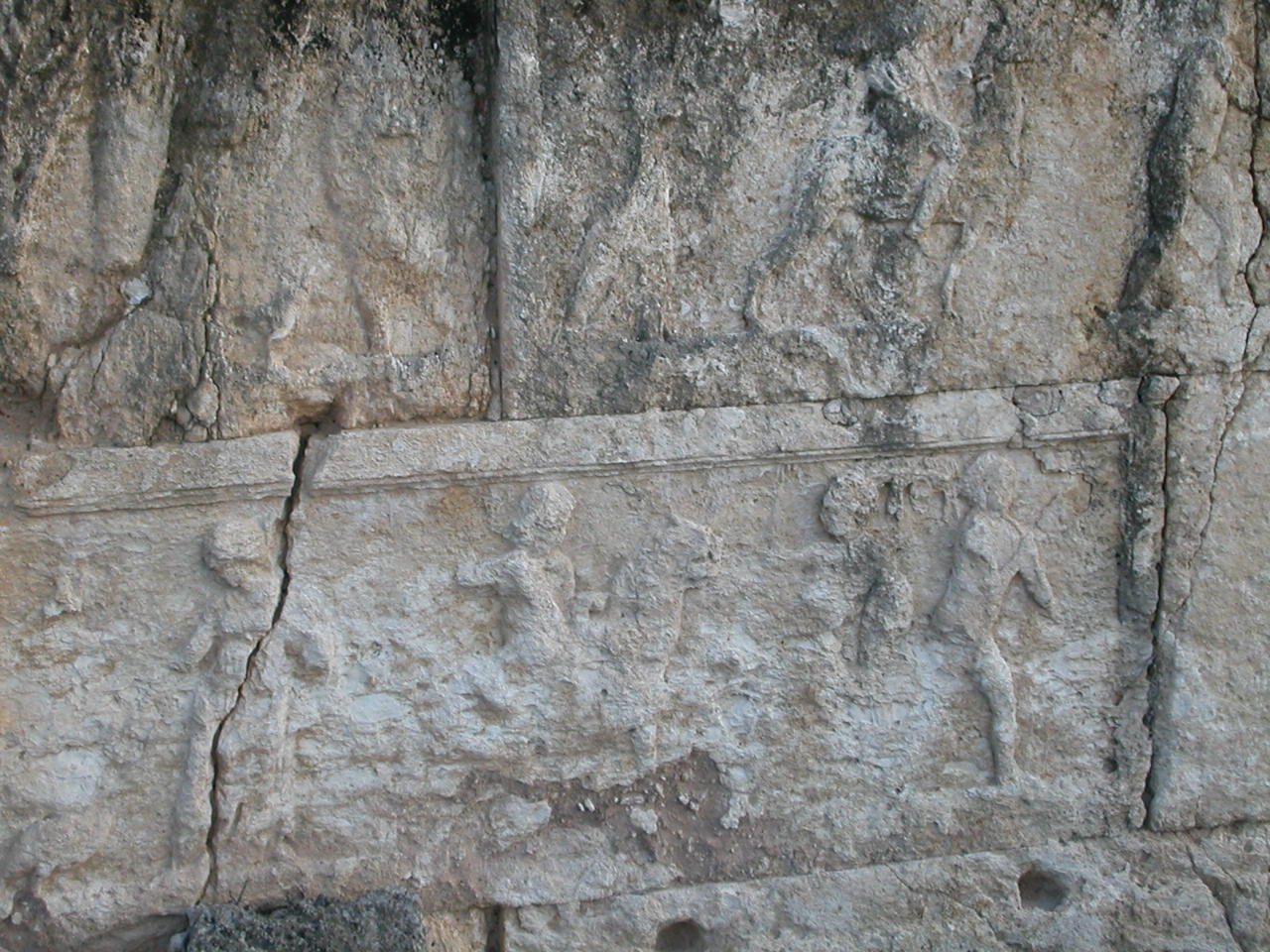